# Vorxa
Vorxa (en rus: Ворша) és un poble de l'óblast de Vladímir, a Rússia, segons el cens del 2010 tenia 1.437 habitants. Pertany al districte municipal de Sóbinka.